# По дороге в Голливуд
«По доро́ге в Голливу́д» — альбом, супер-шоу и фильм-концерт Валерия Леонтьева, созданный в 1995—1996 годах. Место создания — США, Россия.

## Начало проекта
Название программы было придумано весной 1995 года в Лос-Анджелесе. Летом этого же года был записан CD-диск с одноименным названием, куда вошли 11 новых песен певца, сочиненных Юрием Чернавским на стихи Александра Маркевича. Альбом писался на студии A&M Records в Голливуде, в помещениях киностудии, которую в 1917 году основал Чарли Чаплин.

## Запись музыки в Голливуде
В 1995 году Леонтьев и Чернавский решили записать альбом в качестве, недоступном в России. Юрий выбрал для записи одну из всемирно известных голливудских студий A&M Records, которая имела помещения для разных фаз продакшена — записи инструментала, сольных инструментов, сольного вокала, редактирования и сведения.
Для сессий были приглашены голливудские артисты — Эн Бермудес (латинская гитара), Эдлер Линкольн (англ. Adler Lincoln; саксофон), Джорж Лэндресс (George Landress; электрогитара), «Госпел» (церковный) хор из католической негритянской церкви даунтауна и т. д. Альбом был записан за 8 дней.
До финальной записи репертуар был отрепетирован в домашней студии Чернавского в Беверли-Хиллз.
Мастеринг альбома был сделан на студии Ocean Music Inc. в Санта-Монике (Лос-Анджелес). Менеджером проекта был Алекс Капри, который построил график и подготовил артистов и студии для работы.
Весной 1995 года в Лос-Анджелесе был снят клип на заглавную песню альбома.

## Создание супер-шоу
С осени началась работа над созданием шоу. Художники и конструкторы под руководством дизайнера-сценографа Бориса Краснова строили технически-уникальные декорации, с использованием лифтов, фонтанов, водопадов. Балет «Тодес» Аллы Духовой ставил танцы и т. д. Постановкой руководил бессменный директор Леонтьева — Николай Кара. Шоу готовилось более полугода. Вес декораций и оборудования составлял более 200 тонн.
До официальных премьер фрагменты программы были «обкатаны» по городам Алтая и Сибири. Премьера шоу состоялась 14—17 марта 1996 года в Москве в концертном зале «Россия», 19—26 марта — в Санкт-Петербурге. Промоутером шоу был скандально известный журналист Отар Кушанашвили.
Премьерный день шоу был полностью отснят Студией Валерия Леонтьева, следующий концерт (15 марта) был отснят под сокращённую ТВ-версию.

## Восприятие
По словам самого Леонтьева, публикой песни с альбома были восприняты прохладно, на концертах их слушали неохотно и ожидали исполнения артистом своих старых проверенных хитов.
Как отмечала критик и историк эстрады Елизавета Уварова, «в программе „По дороге в Голливуд“ можно заметить новое в аранжировке, в мелодике, построении песен. Изменяется и имидж артиста. Он стремится идти вровень с быстро меняющимся временем, видит свою жизнь — „от концерта — к концерту“ — как своего рода непрерывное „родео“».
В 1997 году концертная программа «По дороге в Голливуд» была отмечена премией «Овация» в категории «Шоу-зрелище года».

## Список композиций
Вошедшие в телеверсию:
- По дороге в Голливуд
- Эльдорадо
- Анжела
- Пьяное такси
- Танго
- Вечерний звон
- Я заколдую тебя
- Гонолулу
- Кончайте, девочки
- Аллилуйя
- Отель «Вот и всё»

Не вошедшие в телеверсию:
- Чья-то женщина чужая
- Мона Лиза
- Маленький отель
- Исповедь
- Воздуха глоток
- Охотница Диана
- Казанова
- Попурри

## Список композиций на CD
| №   | Название                | Длительность |
| --- | ----------------------- | ------------ |
| 1.  | «По дороге в Голливуд»  | 5:36         |
| 2.  | «Гонолулу»              | 6:17         |
| 3.  | «Пьяное такси»          | 4:56         |
| 4.  | «Эльдорадо»             | 4:56         |
| 5.  | «Анжела»                | 5:54         |
| 6.  | «Вечерний звон»         | 5:29         |
| 7.  | «Кончайте, девочки»     | 4:31         |
| 8.  | «Я заколдую тебя»       | 4:17         |
| 9.  | «Аллилуйя»              | 5:12         |
| 10. | «Танго разбитых сердец» | 7:48         |
| 11. | «Отель „Вот и всё“»     | 4:36         |